# كريستينا تشانغ
كريستينا تشانغ (بالإنجليزية: Christina Chang)‏ هي ممثلة أمريكية، ولدت في 29 يونيو 1971 بتايبيه في تايوان.

## أعمال

### أفلام
- (1999) قلوب عشوائية[4]
- (2000) 28 يوما[5]
- (2007) موت قاسي 4[6][7][8]

### مسلسلات
- 24
- الانتقام
- الطبيب الجيد
- ربات بيوت يائسات
- ميامي

## وصلات خارجية
- كريستينا تشانغ على موقع IMDb (الإنجليزية)
- كريستينا تشانغ على موقع ألو سيني (الفرنسية)
- كريستينا تشانغ على موقع أول موفي (الإنجليزية)
- كريستينا تشانغ على موقع قاعدة بيانات الأفلام السويدية (السويدية)
- كريستينا تشانغ على موقع قاعدة بيانات الفيلم (الإنجليزية)
- كريستينا تشانغ على موقع كينوبويسك (الروسية)